# Heimenkirch
Heimenkirch è un comune tedesco di 3 721 abitanti, situato nel land della Baviera.